# فرودگاه شهری لمار (میزوری)
فرودگاه شهری لمار (میسوری) (به انگلیسی: Lamar Municipal Airport (Missouri)) یک فرودگاه همگانی بهره‌برداری هوایی است که یک باند فرود آسفالت دارد و طول باند آن ۸۸۵ متر است. این فرودگاه در شهر لمار، میسوری کشور ایالات متحده آمریکا قرار دارد و در ارتفاع ۳۰۸ متری از سطح دریا واقع شده است.